# 兵庫県道165号香住停車場線
兵庫県道165号香住停車場線（ひょうごけんどう165ごう かすみていしゃじょうせん）は、兵庫県美方郡香美町を通る一般県道である。

## 概要
JR西日本山陰本線 香住駅前から兵庫県道4号香住村岡線交点に至る。

### 路線データ
- 起点：美方郡香美町香住区香住（JR西日本山陰本線 香住駅前）
- 終点：美方郡香美町香住区香住（兵庫県道4号香住村岡線交点）
- 総延長：300 m

## 地理

### 通過する自治体
- 美方郡香美町

### 交差する道路
| 交差する道路          | 交差する場所 | 交差する場所 |
| --------------------- | ------------ | ------------ |
| 兵庫県道4号香住村岡線 | 香住区香住   | 終点         |

### 沿線
- 美方警察署 香住駅前交番
- JR西日本山陰本線 香住駅